# Prundu Bârgăului
Prundu Bârgăului (in ungherese Borgóprund, in tedesco Großburgau) è un comune della Romania di 6565 abitanti, ubicato nel distretto di Bistrița-Năsăud, nella regione storica della Transilvania.
Il comune è formato dall'unione di 2 villaggi: Prundu Bârgăului e Susenii Bârgăului.